# Световно изложение в Лиеж
Световното изложение в Лиеж (на френски: Exposition Universelle et Internationale de Liège) е световно изложение, което се провежда в Лиеж, Белгия от 27 април до 6 ноември 1905 г., провежда се 8 години след Световниото изложение в Брюксел. Изложението се проведжда в чест на 75-годишнината от независимостта на Белгия и по случай 40-годиншнината от възкачването на престола на крал Леополд II.
Участват 29 държави: Австрия, България, Дания, Франция, Великобритания, Гърция, Унгария, Италия, Люксембург, Черна гора, Норвегия, Нидерландия, Португалия, Румъния, Русия, Сърбия, Швеция, Швейцария, Египет, Свободна държава Конго, Аржентина, Бразилия, Канада, Куба, САЩ, Китай, Япония, Персия и Турция. Германия и Испания участват неофициално.
По време на изложението белгийското правителство се стреми да подчертае паневропейското промишлено значение на Лиеж. Изложението е посетено от 7 милиона посетители, изложбената площ заема 52 акра, приходите са общо 75 117 белгийски франка.
В чест на откриването на изложението композиторът Жан-Теодор Раду пише кантатата Cantate pour l'inauguration de l'Exposition universelle de Liège. Дворецът на изящните изкуства, който е домакин на Световното изложение, е подарен на града. В тази сграда се помещава Музеят за съвременно изкуство.